# Agromyza demeijerei
Agromyza demeijerei är en tvåvingeart som beskrevs av Friedrich Georg Hendel 1920. Agromyza demeijerei ingår i släktet Agromyza och familjen minerarflugor.
Artens utbredningsområde är Nederländerna. Arten är reproducerande i Sverige. Inga underarter finns listade i Catalogue of Life.